# Castello ducale dei Ruffo
Il Castello ducale dei Ruffo, talvolta noto anche come castello Emmarita, è un'antica fortificazione situata sul promontorio marturano. Il castello, costruito per volere del conte Ruggero II, subì gravissimi danni a causa del terremoto del 1783, ma venne poi ricostruito sotto forma di Palazzo. Il castello è sede di eventi artistici e culturali.

## Architettura

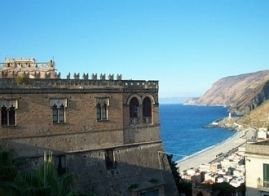
Castello Ducale dei Ruffo a Bagnara Calabra

La struttura esterna si presenta con facciata in mattoni a vista, le aperture sono bifore ogivali con stipiti in pietra, conci in tufo e pietra lavica.
Anticamente il castello era cinto da due ordini di balestrieri che dai parapetti si innalzavano sui merli delle mura, muniti di pezzi di artiglieria, e attorno vi erano dodici cannoni in bronzo denominati “i dodici apostoli”. L’ingresso era munito di un ponte levatoio.

## Curiosità
Al castello si perviene anche solcando il famoso Ponte di Caravilla, l'unico ponte in pietra al mondo ad essere attraversato per tre volte.